# Призыв (Иркутская область)
Призыв — упразднённая станция в Нижнеилимском районе Иркутской области России. Входила в состав Речушинского муниципального образования. Исключена из учётных данных в 1998 году

## География
Располагалась на левом берегу реки Миндейская Рассоха (приток реки Миндей), у одноименной станции на линии Тайшет — Лена Восточно-Сибирской железной дороги, в 8 км к северо-западу от посёлка Видим.

## История
Возникла в 1961 году в связи со строительством одноименной железнодорожной станции Восточно-Сибирской железной дороги.
Постановлением губернатора Иркутской области от 23 июля 1998 года № 494-п разъезд исключен из учётных данных.